# Impero inca
L'impero inca (Tahuantinsuyo o Tahuantinsuyu in lingua quechua, ossia "la Terra dei Quattro Cantoni") è stato il più vasto impero precolombiano del continente americano. La sua esistenza va dal XII secolo fino alla conquista spagnola (1532-1572) e la sua capitale fu Cusco, nell'attuale Perù.
Il Perù è stato la culla della civiltà inca, uno dei maggiori popoli nativi americani. La civiltà inca unificò, conquistando o annettendo pacificamente, la maggior parte dei territori occidentali dell'America del Sud. A ogni popolo conquistato venivano imposti l'idioma e la religione dell'impero. A loro volta, gli Inca si arricchivano della cultura dei popoli annessi.
Il nome Impero inca chiamati anche Figli del Sole, dato dai colonizzatori, deriva dal vocabolo quechua Inca (capo del Tawantinsuyu, imperatore). Nonostante ciò, la parola inca è utilizzata universalmente per indicare il popolo o la cultura di quell'impero o è usata come aggettivo per fare riferimento a oggetti, tradizioni, credenze religiose di quel popolo.
Il nome originariamente dato dal popolo inca all'insieme di territori uniti governati dalla monarchia incaica era Tahuantinsuyu.
Il termine si riferiva alla divisione territoriale dell'impero in quattro suyo o regioni, che erano vagamente identificati con le quattro direzioni dei punti cardinali e che confluivano nella capitale, Cusco, origine delle quattro direzioni, delle quattro province e centro dell'Universo secondo la cosmovisione andina. Il termine deriva dalla parola quechua tahua che significa "quattro", alla quale si aggiunge il suffisso -ntin (giunto, congiunto) e dalla parola suyu che significa regione. Infatti, Tahuantinsuyu vuol dire Le quattro regioni unite.
In talune circostanze, il significato del termine "Tahuantinsuyu" è stato lo stesso come nome di un periodo della storia di determinati paesi (principalmente Perù e Bolivia), anche se nella storia del Perù si è soliti usare principalmente l'espressione Impero inca piuttosto che Tahuantinsuyu per questo periodo storico.
Tuttavia è sicuramente utile chiarire che il termine Tahuantinsuyu non era il nome dello Stato o della nazione come oggi lo si concepisce, se non un equivalente del territorio secondo la concezione andina della redistribuzione, più che del possesso, della terra.

## Geografia

### Suddivisioni amministrative
L'Impero era organizzato in quattro grandi province (suyo) che formavano insieme il Tawantinsuyu. Ogni suyu era governato da un suyuyuq, il quale faceva parte del Consiglio dell'Impero. I suyu erano divisi in due gruppi a seconda dell'altitudine: alto e basso.
Il gruppo Hanan (alto) era costituito da:
- Chinchay suyu (provincia del nord-ovest) - lungo la costa dell'attuale Ecuador e della maggior parte della costa dell'attuale Perù, con i popoli Ica, Ayacucho, Pachacamac, Nazca.
- Qullasuyu (la provincia del sud-est) - l'attuale Cile (con l'esclusione della parte meridionale), ovest dell'attuale Argentina, nord-est dell'attuale Bolivia e una piccola parte sud-ovest dell'attuale Perù, con le regioni di Carabaya, Cochabamba, Oruro, Tiahuanaco.

Il gruppo Urin (basso) era costituito da
- Antisuyu (provincia del nord-est) - parte degli attuali Stati di Ecuador, Bolivia e Perù, delimitata dalla foresta amazzonica con le città di Machu Picchu, Huànuco, Chachapoyas, Moyobamba.
- Quntisuyu (provincia dell'ovest) - piccola regione a sud-ovest dell'attuale Perù, tra le città di Arequipa, Moquegua e Tacna.

Ogni suyu, a sua volta, si suddivideva in huamani e questi in saya. Ogni saya includeva un numero determinato di ayllu.
Era presenti più di 80 province. I principali popoli conquistati o sottomessi erano: Quechua, Paracas, Lupecha, Colla, Chanca di Chanchapoyas, Moche, Nazca, Aymara di Tiahuanaco e Oruro, Cuismancu di Incahuan, Chimù di Chanchan, Chavín, Quitu, Cañari, Muisca, Napo, Quimbaya, Atacameños di Catamarca, Diaguita di Tucuman, Chinca di Ica e Pachacamac, Arica di Tacna.

### Estensione

L'impero inca al massimo della sua espansione
Le date sono indicative e sono desunte dalla cronologia proposta da del Busto Duthurburu. Nella sua ricostruzione il punto di partenza è determinato dall'arrivo dei Chanca che è fissato nel 1438. Altri studiosi hanno ricostruito l'epoca di espansione inca con diversi riferimenti storici. Tra di loro si segnalano Rowe e Means che hanno indicato la data di invasione dei Chanca nel 1400, con conseguente anticipazione di quelle successive e ampliamento dei regni di Tupac Yupanqui e di Huayna Capac. Alla loro cronologia si rifà in parte anche la storica contemporanea Maria Rowstorowski.

L'impero incaico comprendeva, al momento della massima espansione (verso il 1532), una parte significativa degli attuali Stati sudamericani di Colombia, Ecuador, Perù, Bolivia, Cile e Argentina. Si stima un territorio di oltre due milioni di chilometri quadrati, lungo una distanza confrontabile con quella del percorso costiero che oggi separa Bogotà in Colombia da Santiago del Cile, cioè di oltre 4 000 km. Si vedano in proposito anche le stime sul sistema stradale inca. Questa massima estensione è attribuita all'azione degli Inca Pachacútec e Túpac Yupanqui.
I confini dell'impero, attorno a questa epoca, erano:
- nord: rio Ancasmayo, a nord dell'attuale città di Pasto (Colombia).
- nord-est: foresta amazzonica tra gli attuali Perù e Bolivia (i confini erano diventati poco delineati causa sporadici spostamenti verso la foresta).
- sud-est: le Ande costituirono un confine naturale. Anti, come era chiamata la catena in quechua, veniva occasionalmente superato: sembra infatti che il Chaco (o Chakku che in quechua significa territorio di caccia), regione pianeggiante a est delle Ande, fosse oggetto di incursioni occasionali, nonostante sembra non possedessero nessun controllo effettivo.
- sud: esistono prove che l'Impero si estendesse fino al rio Biobío (attuale regione VIII del Cile). Probabilmente il freddo rigido dell'inverno australe ha fatto sì che gli inca lasciassero le terre oltre questo fiume agli aruanachi, originari di queste zone. Questi furono comunque limitati in questa regione da quando l'Impero conquistò la loro posizione originale, nei pressi dell'attuale città di Santiago del Cile.
- ovest: l'oceano Pacifico.

Gli Inca non sono stati particolarmente famosi per la loro forza navale, comunque sono state trovate evidenze di relazioni commerciali con i popoli polinesiani.
Un territorio così vasto possiede perciò una diversa varietà di climi e ambienti. Gran parte del territorio è caratterizzato dalla presenza della Cordigliera delle Ande, una catena montuosa tra le più alte del mondo che attraversa tutto il continente sudamericano. La flora della regione andina fino a una certa altezza è costituita da boschi rigogliosi di conifere e latifoglie, mentre nelle zone dove impera la foresta amazzonica la vegetazione è fitta e caratterizzata da giganteschi fiori tropicali; per quanto riguarda la fauna, accanto all'animale più tipico delle Ande, il lama, che meglio di tutti sa affrontare le difficoltà delle montagne, si trovano l'alpaca, i caimani, gli alligatori, numerose razze di pappagalli, molti uccelli tropicali, il condor andino. La regione andina è anche caratterizzata dalla presenza di numerosi laghi: il lago Titicaca (il lago navigabile più alto del mondo e patria degli aymara, una delle popolazioni sottomesse dagli Incas) e il lago di Junin. La fascia costiera, desertica, gode prevalentemente di un clima caldo e umido durante tutto l'arco dell'anno, con l'eccezione della zona settentrionale di Colombia ed Ecuador, dove il caldo è più secco e abbondano cactus e piante grasse.

## Politica
Come forma di governo avevano una monarchia teocratica basata sul criterio di territorialità e il loro obiettivo era quello di unificare le quattro grandi parti del mondo

### L'imperatore inca
L'appellativo Qhapaq Inca era dato all'imperatore del Tawantinsuyu. A questi, a cui veniva attribuita un'origine divina, veniva infatti associato anche il titolo di Sapa (unico) e di Apu (divino). Altri titoli di cui si fregiavano gli imperatori erano Intip Churin, il figlio di Inti (il dio Sole) e Huaccha Coyac, l'amorevole con i poveri.

#### Capaccuna
| Dinastia    | Panaca             | Qhapaq Inca              |
| ----------- | ------------------ | ------------------------ |
| Hurin Qusqu | Chima panaca       | Manco Cápac              |
| Hurin Qusqu | Raurahua panaca    | Sinchi Roca              |
| Hurin Qusqu | Auayni panaca      | Lloque Yupanqui          |
| Hurin Qusqu | Usca Mayta panaca  | Mayta Cápac              |
| Hurin Qusqu | Apo Mayta panaca   | Capac Yupanqui           |
| Hanan Qusqu | Vica Quirao panaca | Inca Roca                |
| Hanan Qusqu | Aucaylli panaca    | Yahuar Huacac            |
| Hanan Qusqu | Socso panaca       | Viracocha Inca           |
| Hanan Qusqu | Hatun Ayllo        | Pachacútec Inca Yupanqui |
| Hanan Qusqu | Capac Ayllo        | Túpac Yupanqui           |
| Hanan Qusqu | Tumipampa panaca   | Huayna Cápac             |

La capaccuna (deriva da inka qhapaqkuna, i poderosi tra gli uomini) era la lista ufficiale dei Qhapaq Inca e contava dodici nomi raggruppati in due dinastie: Hurin Qusqu (Basso Cusco) e Hanan Qusqu (Alto Cusco). Secondo alcune teorie, il numero totale era maggiore, ma alcuni furono eliminati da questa lista ufficiale per vari motivi.
Tra gli imperatori inca è annoverato alcune volte Atahualpa, figlio minore di Huayna Cápac. Egli governò de facto l'Impero tra il 1532 e 1533, ma non viene citato nella capaccuna poiché non indossò mai la mascapaicha (corona imperiale); pertanto, risulta improprio considerarlo un imperatore.

#### Panaca
Le panaca erano le famiglie imperiali ed erano dirette da uno dei figli del sovrano con l'eccezione dell'erede al trono. A memoria dell'inca defunto si occupavano della conservazione della mummia e di trasmettere alle generazioni future, l'uso del quipu e le arti (in particolare musica e pittura).

### Il consiglio imperiale
Si tratta del massimo organismo consigliare nei confronti dell'Inca. Era formato da otto persone:
- Suyuyuq - Governatori dei suyu (quattro in totale).
- Auqui - Principe ereditario. Questa figura fu istituita da Pachacútec.
- Huillaq Uma - Supremo sacerdote.
- Un Amauta - Si trattava di maestri e appartenenti alla nobiltà.
- Apusquipay - Generale dell'esercito imperiale.

## Storia
- 1150 circa - Ha inizio la colonizzazione della valle di Cusco sulla cui origine esistono varie leggende legate a Manco Cápac, citato spesso come il primo Inca, e Mama Ocllo.
- 1438 - Cusco corre il rischio dell'invasione dei Chanca, popolo dell'altopiano centrale peruviano. Viracocha Inca, in carica in quel momento, abdica. Suo figlio Pachacútec (o Pachacuti) prende il suo posto e vince la battaglia. Con quest'ultimo Inca, Cusco si amplia notevolmente e si trasforma in una sorta di stato federale con al centro la città stessa. Si pensa che sotto questo Qhapaq Inca, sia stato costruito l'importante centro religioso di Machu Picchu.
- 1463 - Governati da Túpac Yupanqui, figlio di Pachacútec, l'Impero conquista numerosi territori e, in particolare, annette il Regno Chimú. L'intera regione andina è unificata sotto l'egemonia inca.
- 1527 - Alla morte di Huayna Cápac, sotto il quale l'Impero si espanse ulteriormente, la discendenze imperiale è contesa tra i due figli: Atahualpa e Huáscar dando vita alla guerra civile. Approfitta della situazione, il conquistador, Francisco Pizarro, che apparve al nord dell'Impero (nell'attuale Colombia), poi a sud (negli attuali stati di Cile e Argentina).
- 1533 - Nella guerra per il potere, Atahualpa sconfisse Huáscar, ma Francisco Pizarro lo cattura e fa uccidere.
- 1536 - Cusco cade definitivamente e il Tawantinsuyu è prossimo alla morte.
- 1548 - Finiscono le guerre intestine tra gli spagnoli e comincia la colonizzazione spagnola vera e propria della regione andina. Gli ultimi focolari di resistenza incaica rimasero a Vilcabamba dove perdurarono per circa 30 anni.
- 1572 - L'ultimo Imperatore Inca, Túpac Amaru, viene decapitato e il Tawantinsuyu è ufficialmente finito.

La storia degli Inca non poggia su documenti scritti. La scrittura non era conosciuta nell'impero andino prima dell'arrivo degli Spagnoli, se si fa eccezione per i quipu, strumenti di registrazione costituiti da cordicelle munite di nodi la cui interpretazione rimane comunque oggetto di discussione.
Gli Inca, tuttavia, si erano ingegnati per fissare i dati salienti della loro storia, costituendo un apposito corpo di saggi incaricati, anche con l'ausilio dei quipu, di registrare gli avvenimenti passati. A partire da Pachacútec, il nono sovrano della dinastia, queste memorie viventi erano inoltre integrate da alcune pitture in cui erano riprodotte le vicende più importanti della vita dei vari regnanti, opportunamente purgate da eventi poco edificanti. Integravano questo duplice sistema le tradizioni conservate nelle varie famiglie dei singoli sovrani, ognuna gelosamente rispettosa dei particolari esclusi dalla storiografia ufficiale.
I primi ricercatori Spagnoli che si interessarono alla storia passata del popolo appena conquistato non ebbero chiaro questo particolare e, interrogando indiscriminatamente i vari custodi delle passate tradizioni, registrarono fatti talvolta discordanti. Tuttavia le differenze riguardavano, quasi esclusivamente, i particolari intesi diversamente dalle varie famiglie, ma non influenzavano la storia degli Inca vista nel suo complesso.

### Origine del Tawantinsuyu
Per un'analisi approfondita del contenuto consultare le voci dei singoli sovrani.

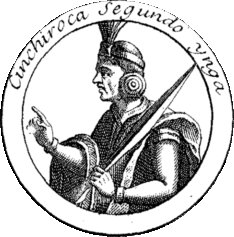
Sinchi Roca

Si ritiene che il Cuzco degli Inca sia stato fondato nel XIII secolo con i connotati di un villaggio fortificato, sviluppato intorno a un tempio originario. Della vita del mitico Manco Cápac, l'eroe primordiale fondatore, sono noti pochi particolari oltre a quelli della sua origine divina. Esaminando le vicende dei regni, sempre leggendari, dei suoi discendenti, da suo figlio Sinchi Roca, al suo successore Lloque Yupanqui, abbiamo l'impressione di una esistenza tribale del nucleo originario teso ad allacciare alleanze con le etnie vicine tramite legami matrimoniali.
In questa fase i signori del Cuzco non si differenziano affatto dalle altre tribù con cui cercavano di avere rapporti pacifici e i limitati scontri in cui si trovarono coinvolti erano riconducibili alle inevitabili rivalità che sconvolgevano periodicamente l'esistenza dei primi colonizzatori delle Ande. Per lo più si trattava di contrasti per il possesso di pascoli o di colture che non si traducevano in vere e proprie guerre, ma si risolvevano in sporadiche scaramucce.

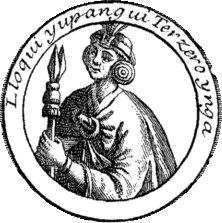
Lloque Yupanqui

L'unica importante caratteristica che differenzia gli Inca dell'epoca dai loro vicini è la costruzione del tempio del Sole all'interno della loro città e l'attrazione che il culto, ivi esercitato, cominciò a esercitare anche presso le etnie circostanti. Dall'esame dei racconti mitici si ricava l'idea che il potere sacerdotale, avvalendosi del prestigio della sua funzione cultuale, abbia esercitato una sorta di predominio anche nei confronti dei regnanti che, di fatto, abitavano nel tempio.

#### Formazione dello Stato

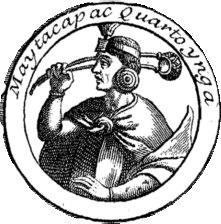
Mayta Capac

Un cambiamento sostanziale nella società inca si registra con l'avvento al trono del quarto sovrano, il figlio di Lloque Yupanqui conosciuto come Mayta Capac. Innanzitutto il suo epiteto, Capac, già patrimonio del mitico Manco, lo indica come un signore assoluto, mentre i suoi predecessori erano stati illustrati con quello di "Sinchi" che è proprio di un capo militare o di "Yupanqui" che è solo un attributo qualificativo inteso come "memorabile".
Sotto la sua guida gli Inca affrontarono per la prima volta una vera e propria guerra per conseguire il predominio della vallata del Cuzco. A farne le spese fu una tribù consanguinea, quella degli Alcabizas che si ritenevano discendenti da un fratello di Manco, l'altrettanto mitico Ayar Uchu. La nuova politica del sovrano non dovette incontrare l'approvazione del clero che intendeva conseguire la propria preminenza su tutto il territorio con l'esercizio della funzione sacerdotale, ma la vittoria dell'intraprendente sovrano mise a tacere, per il momento, le sue rimostranze. Il contrasto tra i due poteri, quello sacerdotale e quello regale è comunque evidente nei racconti del regno di Mayta Capac che viene ricordato, oltre che per il suo indiscusso valore militare, per la sua lotta contro le huaca, gli idoli sacri degli Inca.

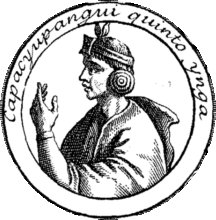
Capac Yupanqui

L'opposizione tra i due poteri era destinata ad accentuarsi durante il regno di suo figlio, Capac Yupanqui che mostrò una volontà di continuazione dell'indirizzo governativo di Mayta Capac. Il nuovo sovrano creò anzitutto una confederazione di cui gli Inca si posero a capo. Le tribù limitrofe furono, ben presto, invitate a raggrupparsi in questa alleanza e quelle recalcitranti vennero costrette ad allinearsi con la forza. Fu questo il caso dei Quechua e degli Aymara che divennero, da allora, formalmente alleati, ma di fatto soggetti al Cuzco.
Le armate di Capac Yupanqui erano così giunte fino alle rive del lago Titicaca e avevano riconquistato la regione di origine degli Inca, accrescendo il prestigio del sovrano presso il suo popolo, ma alcune sue iniziative, in campo religioso, lo avevano invece reso inviso ai sacerdoti. Alcuni racconti fanno di lui il fondatore di un nuovo culto, quello di "Tonapa", una divinità che sarebbe sorta dal grande lago e che si sarebbe dichiarata nemica di tutte le huaca. In ogni caso, anche a non voler dar credito a questa estremizzazione della sua posizione religiosa, è evidente la sua politica di contenimento del potere sacerdotale che il sovrano intendeva rendere subordinato a quello regale.
Capac Yupanqui morì avvelenato apparentemente per una congiura familiare, ma i sospetti cadono ovviamente sui rappresentanti del clero che il sovrano osteggiava. Non a caso il suo successore Inca Roca edificò la sua reggia fuori dal tempio che venne lasciato sotto il dominio dei sacerdoti. In questa occasione si concretizzò anche un importante cambio di dinastia. Fino alla morte di Tupac Yupanqui i sovrani erano appartenuti alla fazione Hurin Cuzco, letteralmente il Cuzco di sotto, ossia quella parte della città dove era collocato il tempio. Con l'avvento al trono di Inca Roca, che era un rappresentante di Hanan Cuzco, ossia della parte alta, i futuri regnanti saranno sempre scelti in questa metà ed eleggeranno la loro dimora nella parte superiore della città, lasciando il tempio al potere sacerdotale.

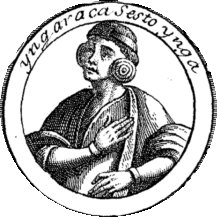
Inca Roca

Comunque con l'ascesa al trono del nuovo sovrano i due poteri, regale e sacerdotale, risultarono divisi senza apparenti interferenze dell'uno sull'altro. Inca Roca dispiegò tutta la sua attività per accrescere il territorio dello Stato impegnandosi in numerose guerre, per la maggior parte vittoriose e non si immischio in problemi di ordine religioso come avevano fatto i suoi predecessori. Lo scontro pareva terminato, ma il consolidamento delle strutture statali inca non poteva operarsi senza risolvere il dualismo che ne minava la stabilità.
Una delle più importanti azioni belliche del nuovo sovrano fu un regolamento di conti con la potente tribù degli Ayarmacas che gli aveva rapito il figlio con l'intento di arrestare la sua aggressività. Recuperato il principino, che per poco non era stato messo a morte, le armate del Cuzco mossero contro i nemici sconfiggendoli ripetutamente in battaglia. Inca Roca fu un sovrano attivo e poderoso e sotto la sua guida il piccolo regno conobbe un periodo di prosperità imponendosi all'esterno sui suoi avversari e stabilizzando le sue strutture all'interno grazie a delle riforme illuminate. Furono create delle scuole e vennero incanalate le acque dei torrenti che bagnavano la città e che saltuariamente la inondavano, favorendo nel contempo il miglioramento delle tecniche agricole. Tuttavia la forza dello Stato Inca era ancora troppo legata alle capacità personali del suo sovrano e bastò infatti che il suo successore si dimostrasse debole e irresoluto perché tutto l'edificio minacciasse di crollare.
Yahuar Huacac, il figlio di Inca Roca, non aveva il carattere del padre. Forse era debole di salute come pare indicare il suo nome che significa "colui che piange sangue", forse era rimasto frustrato dalle terribili vicende che ne avevano segnato la fanciullezza, ma in ogni caso di lui non si ha memoria per nessun fatto notevole se non appunto il rapimento di cui era stato vittima.

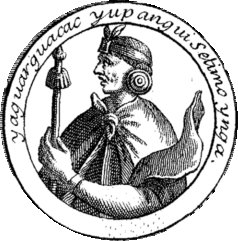
Yahuar Huacac

La sua morte segnò, invece, una tappa importante per la storia inca. Secondo Pedro Cieza de Leon venne assassinato da una torma di soldati di una tribù confederata che aveva incautamente lasciato entrare armati nel Cuzco. La sua fine, per poco, non segnò anche quella della città perché i suoi uccisori, esaltati dall'omicidio del sovrano, misero a ferro e fuoco il Cuzco e furono scacciati dagli Inca solo al termine di una cruenta battaglia strada per strada.
La sua inettitudine minacciò di travolgere la stessa istituzione monarchica scaduta di prestigio agli occhi dei cittadini che pensarono di dare il potere a una oligarchia composta dai suoi membri più prestigiosi. Nel tumulto generale riuscì tuttavia a imporsi un personaggio rispettato da tutti. Si trattava di un inca del più nobile lignaggio, il suo nome era Hatun Topa, ma tutti lo chiamavano Viracocha e appunto con quel nome venne assunto al trono. Sarebbe stato Viracocha Inca, l'ottavo sovrano del Cuzco. Apparteneva alla casata degli Hanan Cuzco.

#### L'impero

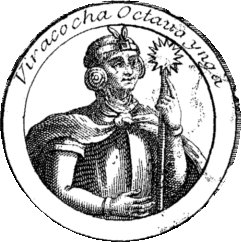
Viracocha Inca

I regni dei primi sovrani inca sono considerati protostorici in quanto basati su racconti leggendari che possono essere riferiti a personaggi idealizzati, per cui gli avvenimenti loro attribuiti hanno un valore indicativo e non comportano necessariamente una reale corrispondenza alla realtà, assumendo invece il valore di mito. Il regno di Viracocha Inca viene invece considerato semistorico perché i fatti narrati, pur non potendo essere accreditati come avvenuti esattamente così come sono stati tramandati, hanno trovato sufficienti riscontri in tradizioni di altre tribù andine per poter essere storicamente accettati - almeno nelle loro linee generali.
Viracocha è stato un grande sovrano che ha contribuito in modo notevole all'edificazione dello Stato incaico. Assunto il potere in un'epoca di torbidi dovette, durante i primi anni di regno, badare a respingere i tentativi di ripristinare le antiche gerarchie. Gli Hurin Cuzco tentarono in effetti di riappropriarsi del trono, forse appoggiati dal clero; per un corto lasso di tempo occuparono addirittura la capitale ma dovettero desistere dal loro tentativo davanti alla determinazione del sovrano.
La contesa con il potere sacerdotale continuò tuttavia con connotati di una lotta sotterranea, mentre il sovrano dirigeva i suoi sforzi ad aumentare i domini del regno. La prima campagna degna di nota di Viracocha si svolse sul Collao, l'altipiano intorno al Titicaca; essa consolidò la potenza Inca in una zona da sempre contesa. Negli anni successivi gli eserciti Inca, ormai forza egemone della regione, ampliarono notevolmente i loro confini a scapito delle etnie vicine costrette a entrare nella loro confederazione.
Quando era ormai avanti negli anni, Viracocha si trovò confrontato a un pericoloso avversario. La minaccia veniva dai Chanca, una stirpe bellicosa della contrada di Ayacucho; essa si era ritagliata un potere equivalente a quello degli Inca nel nord del Paese. I Chanca appartenevano a una razza guerriera che probabilmente aveva dato il colpo di grazia al decaduto Stato degli Huari, assai potente prima dell'arrivo degli Inca. Si consideravano espressione delle forze della natura delle lagune di Choclococha e Urococha e avevano una loro lingua: il puquina. Amavano la guerra in quanto tale e non ambivano a consolidare il loro potere; piuttosto, si dedicavano a una serie di razzie che colpivano i loro vicini. Assai determinati in battaglia, terrorizzavano i loro nemici con acconciature minacciose, pitturandosi il viso di colori vivaci e acconciando i capelli in lunghe treccine.

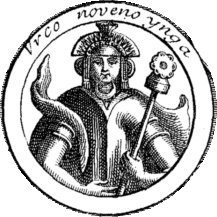
L'erede Inca Urco

Il momento per scontrarsi con un così temibile avversario cadeva male per gli Inca. Il loro sovrano, ormai anziano, aveva perduto il suo spirito combattivo e l'erede che si era scelto non aveva alcuna attitudine guerriera. Viracocha, in effetti, aveva associato al potere regale uno dei figli, nato da una concubina che gli era particolarmente cara. Costui, noto come Inca Urco, era dedito ai piaceri e aveva una natura grossolana e volgare che lo rendeva detestabile agli occhi dei suoi sudditi. Con questi presupposti, la notizia dell'arrivo dei Chanca seminò il panico nella corte del Cuzco che cercò ogni mezzo per scongiurare il pericolo senza combattere.
A questo atteggiamento non fu estraneo il comportamento del corpo sacerdotale che, stando a una cronaca raccolta da uno spagnolo anonimo, si alleò addirittura con gli invasori. Si tratta della relazione anonima, dai più attribuita a Blas Valera che esplicitamente denuncia le mene del clero peruviano che, pur di abbattere il potere regio, avrebbe preso contatti con i capi dei Chanca. In questo contesto Viracocha e suo figlio Urco decisero di abbandonare la capitale e di ritirarsi in un'altura fortificata chiedendo mercé al nemico. Gli Inca però non erano tutti d'accordo con il loro sovrano e la parte sana della nazione avrebbe preferito combattere fino alla morte piuttosto che arrendersi senza lottare, ma erano abituati a obbedire a un capo e senza ordini non si decidevano ad agire. Quando si presentò un principe per guidarli furono in molti ad armarsi per seguirlo. L'uomo della provvidenza era un figlio legittimo di Viracocha di appena vent'anni, il suo nome era quello di Inca Yupanqui, ma sarebbe stato in seguito conosciuto con l'appellativo di Pachacútec che, in lingua quechua vuol dire "Cataclisma". 

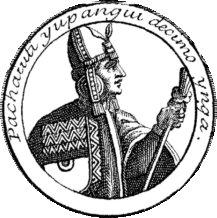
Pachacutec

Contro ogni aspettativa Inca Yupanqui riuscì a vincere i Chanca in una sanguinosa battaglia ai margini del Cuzco e ad allontanare il pericolo dalla capitale. Suo padre, però, non volle riconoscergli il merito della vittoria e si ostinò a preferirgli l'imbelle Urco. Inca Yupanqui non se ne dette per inteso e, appoggiato da tutti i suoi parenti e dalla massa dei sudditi si preparò ad affrontare i Chanca che erano di ritorno, ebbri di voglia di rivincita. Ancora una volta lo scontro fu estremamente sanguinoso e, ancora una volta, gli Inca conseguirono la vittoria distruggendo per sempre la potenza dei loro avversari.
Questa volta la decisione di Viracocha non poteva sovrastare quella del suo popolo e il vincitore assunse il comando divenendo il nono sovrano del Cuzco.
Inca Yupanqui non amava il potere per il potere ed era animato dalla volontà di rendere il suo Stato potente e memorabile. Per prima cosa si dette a ricostruire la città edificando un nuovo tempio in ringraziamento della vittoria. Il clero fu ovviamente colpito e una salutare riforma ne limitò considerevolmente i poteri subordinandolo, per sempre, a quello regale. Il Cuzco risultò completamente trasformato e abbellito da sontuosi palazzi distribuiti tra le famiglie più fedeli. Il nuovo sovrano fece anche rivedere la storia dei suoi antenati e un corpo di saggi ricostruì le vicende dei precedenti sovrani, sovraintendendo alla raffigurazione pittorica delle loro gesta su apposite tavole conservate nel tempio. Il suo genio formativo si dispiegò in tutti i campi e impresse alle strutture inca quell'ammirevole equilibrio che avrebbe impressionato anche gli Spagnoli.
In un altro campo l'opera del riformatore doveva però trovare la sua più completa realizzazione, quella cioè della trasformazione dello Stato in un impero. Fino ad allora gli Inca avevano ampliato il proprio potere confederando le etnie soggette in un'alleanza di cui erano i capi indiscussi, ma che riconosceva l'autonomia degli aderenti sia su un piano formale, sia su un piano sostanziale. Il disegno di Inca Yupanqui, ormai universalmente noto come Pachacútec, fu quello di costituire un impero incaico in cui i popoli si sarebbero dovuti fondere, rinunciando a una propria sovranità nazionale. Le singole caratteristiche sarebbero state conservate, così come le credenze religiose e le gerarchie locali, ma i capi delle varie comunità sarebbero stati, da allora in poi, soggetti al Cuzco. In cambio i vari distretti avrebbero ottenuto la protezione del potere centrale e si sarebbero inseriti in un sistema di ridistribuzione delle risorse con reciproca soddisfazione.
Un sistema di tale natura non poteva essere accettato senza resistenze e Pachacutec basò la sua opera di persuasione principalmente su quella dei suoi eserciti che, ormai, apparivano invincibili. Ciò nonostante furono necessarie numerose guerre per convincere i popoli più recalcitranti a rinunciare alla propria sovranità. Il sovrano intraprese personalmente una serie di campagne che portarono rapidamente le insegne del Cuzco lontano dalla capitale.

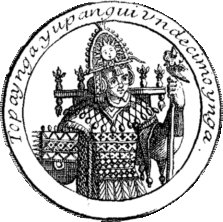
Tupac Yupanqui

I suoi successori avrebbero continuato la sua opera, primo di tutti suo figlio Túpac Yupanqui che animato, al pari del padre, da un imperialismo divorante dedicò tutta la sua vita a campagne militari. Sotto gli ordini di Pachacutec, Tupac Yupanqui si spinse verso nord ed ebbe ragione delle tribù di Jauja e di Cajamarca. Ebbe poi l'audacia di confrontarsi con il potente regno dei Chimù e, dimostrandosi ottimo stratega, ne vinse la resistenza senza combattere, soltanto con la minaccia di distruggere i canali che permettevano di rendere fertili le vallate costiere, altrimenti sabbiose. Riprese le armi si affrettò a piegare l'opposizione dei Cañari e a spingersi fino al litorale, occupando la regione di Tumbez e l'isola di Puna.
Era tale la sua bramosia di conquista che, avendo avuto notizia dell'esistenza di ricche isole in mare aperto, non esitò a far imbarcare il suo esercito su una flotta di balse, costruite per l'occasione e a lanciarsi nelle onde dell'Oceano sparendo all'orizzonte. Restò in mare per undici mesi e tornò con delle spoglie bizzarre: una sedia di ottone e la pelle e una mandibola di cavallo nonché alcuni indigeni di pelle scurissima. Gli studiosi di storia incaica si interrogano ancora oggi sulla collocazione di queste isole del Pacifico.
Dopo la morte del padre, Tupac Yupanqui non desisté dalla sua politica di conquiste. Per prima cosa si avventurò nella selva amazzonica, ma la foresta vergine, umida e malsana, ebbe ragione dei rudi montanari del Cuzco che furono costretti a retrocedere. Si volse allora verso meridione e, passando per le Ande, giunse nell'odierno Cile dove trovò un popolo fierissimo disposto a combattere fino alla morte per la propria libertà. Si trattava degli Araucani che avrebbero dato tanto filo da torcere anche agli Spagnoli e Tupac Yupanqui, considerando la distanza che lo separava dalle sue linee, decise di soprassedere alla conquista. Il confine venne fissato al Rio Maule e venne steso un trattato di alleanza formale con i capi locali, dopodiché gli Inca tornarono in patria. Tupac Yupanqui dovette anche affrontare alcune congiure, ma ormai era stanco e malato e si ritirò in un'amena proprietà di campagna per chiudere la sua vita lontano dalle armi. Suo figlio avrebbe continuato l'impresa.

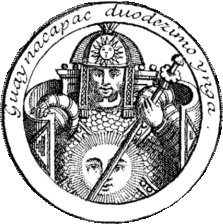
Huayna Capac

Huayna Cápac era molto giovane quando giunse al trono e, per di più, il suo diritto al comando dell'impero era contestato da alcuni potenti parenti. Il nuovo sovrano dovette dedicarsi, con l'aiuto della madre e dei suoi fedeli, a consolidare il suo potere e, per parecchi anni si tenne discosto dalle pratiche militari. Quando infine si accinse a seguire l'esempio dei suoi avi, si diresse per prima cosa in Cile dove l'autorità degli Inca era in aperto declino. Il sovrano era giovane, ma non avventato e comprese, come già aveva compreso suo padre prima di lui, che sostenersi con le armi in quella regione era assai pericoloso e preferì usare l'arte della diplomazia. Nominò rappresentanti degli Inca i capi locali e questi, lieti del prestigio acquisito, gli tributarono omaggio, dopodiché le armate imperiali poterono tornare al Cuzco con l'onore intatto.
Quando giunse la notizia che le terre del Nord si erano ribellate Huayna Capac era già tornato al Cuzco e non perse tempo ad accorrere, con i suoi eserciti, a Tumibamba, la città in cui era nato durante una precedente campagna del padre. In questa città pose la sua base per le operazioni che lo avrebbero occupato per il resto della vita. In effetti Huayna Capac, malgrado una ultradecennale attività militare nelle regioni del Nord, non conseguì conquiste importanti. La sua fu piuttosto un'opera di consolidamento dell'impero edificato da Pachacutec e da Tupac Yupanqui.
La conquista era stata resa agevole dalla potenza degli eserciti del Cuzco, ma la pacificazione dei territori e la loro integrazione nell'edificio imperiale si sarebbe rivelata una pratica faticosa, lunga e logorante e inframmezzata da numerose rivolte che avrebbero agitato per molti anni le tribù sottomesse. Alla fine della sua esistenza Huayna Capac aveva comunque raggiunto il suo scopo. L'impero degli Inca si estendeva dal fiume Ancasmayo, a Nord dell'Ecuador, al rio Maule nella regione del Cile e l'unità dell'immenso territorio era ormai conseguita.
Altri sarebbero stati i pericoli destinati a minare la solidità dell'immensa costruzione politica. L'estensione del territorio avrebbe favorito l'autonomia delle regioni del Nord che sarebbe sfociata in una guerra civile tra due dei suoi figli: Huáscar sovrano del Cuzco e Atahualpa signore di Quito. Una minaccia ancor più gravida di conseguenze si profilava, però, all'orizzonte: gli Spagnoli stavano preparando la conquista del Perù.

#### Dopo la conquista spagnola
Dopo la caduta del Tawantinsuyu, i conquistadores soppressero le tradizioni e la cultura del popolo inca. Gli spagnoli obbligavano inoltre un membro di ogni famiglia a lavorare fino alla morte nelle miniere di Potosí (Bolivia). Quando questi moriva (normalmente entro uno o due anni) la famiglia di appartenenza doveva sostituirlo. Sicché molti aspetti storico-culturali fondamentali sono andati persi e di altri (tra cui l'uso dei quipu, il sistema di acquedotti e una parte significativa del simbolismo religioso) poco ancora ci è noto. Con la morte di Atahualpa, gli spagnoli posero nei primi anni della conquista alcuni imperatori fantoccio. Tupac Huallpa, Inca conosciuto dalle fonti spagnole come Tubalipa, fu infatti sottoposto all'autorità del nuovo governatore spagnolo nel 1533, quando, ucciso, venne sostituito da Manco II, Inca che tuttavia si ribellò rifugiandosi tra le impervie Ande a Vilcabamba fino al 1538. Gli successe Sayri Tupac, Inca che mantenne l'autonomia di un proprio regno locale fino al 1570; gli successe Titu Cusi Yupanqui (1563-1571) a cui seguì per breve tempo il nuovo sovrano locale Túpac Amaru, ultimo principe inca regnante. Fuggito da Vilcabamba dopo strenua resistenza, venne catturato nella foresta amazzonica e ucciso nel 1572.
Nel XVIII secolo, a seguito della repressione coloniale, vi furono alcuni episodi di ribellione delle popolazioni amerinde. Uno dei più significativi fu quello messo in opera da Túpac Amaru II (1738-1781) nel 1781, finito con l'uccisione di questi per squartamento. Un'altra rivolta fu capeggiata da Túpac Catari nell'Alto Perù, l'attuale Bolivia. Questi, assieme al nipote di Túpac Amaru II, mise sotto assedio la città di La Paz per alcuni mesi. Anche in questo l'esercito coloniale mise fine alla rivolta e ne uccise i capi.
Nell'epoca contemporanea, sono stati presenti fino agli anni novanta, alcuni movimenti rivoluzionari che si sono ispirati alle rivolte di oltre due secoli prima, tra i quali Movimiento Revolucionario Tupac Amaru (MRTA) in Perù e Bolivia, Sendero Luminoso in Perù, Tupamaros in Uruguay.

## Società

### Lingue e dialetti
La lingua ufficiale dell'impero era il quechua (o Runa Simi), parlato in tutto il Tahuantinsuyu. Venivano parlate, in forma minore, anche le lingue originarie dei vari popoli annessi.
La nobiltà parlava, come lingua segreta, il puquina chiamato anche incasimi in quanto idioma originario dell'omonima etnia. Più tardi, a questa lingua, si attribuirono origini divine in quanto si credeva che la famiglia reale avesse discendenze divine.

## Nella cultura di massa
• Il film d’animazione Disney Le follie dell'imperatore è ambientato durante il periodo degli Inca.

### Autori spagnoli del XVI e del XVII secolo
- Betanzos (Juan de) Suma y narración de los Incas (1551) In ATLAS Madrid 1987
- Cieza de Leon (Pedro de)
  - La cronica del Perú - primera parte.(1551) In Colección austral Tomo 507 Madrid 1962
  - Segunda parte de la crónica del Peru (1551) In COL. CRONICA DE America (Dastin V. 6°. Madrid 2000)
  - Tercera parte - El descubrimiento y conquista deste reino del Perú. (1551) Madrid 2000
- Cobo (Bernabé) Historia del Nuevo Mundo (1653) In BIBL. AUT. ESP. Tomi XCI, XCII, Madrid 1956
- Garcilaso (Inca de la Vega)
  - Commentarios reales. (1609) Rusconi, Milano 1977
  - La conquista del Perù. (1617) Milano 2001
- Gomara (Francisco Lopez de) Historia general de las Indias (1552) In BIBL. AUT. ESP. (tomo LXII, Madrid 1946)
- Herrera y Tordesillas (Antonio de) Historia general ... (1601 - 1615) In COL. Classicos Tavera (su CD)
- Murúa (Fray Martin de) Historia general del Peru (1613) In COLL. CRONICA DE America Dastin V. 20°. Madrid 2001)
- Oviedo y Valdés (Gonzalo Fernández de) Historia general y natural de las Indias in Bibl Aut. Esp. Tomi CXVII; CXVIII; CXIX; CXX; CXXI, Madrid 1992
- Poma de Ayala (Felipe Guaman)	Nueva coronica y buen gobierno (1584 - 1614) In COL. CRONICA DE America (Historia 16. V. 29°, 29b, 29c. Madrid 1987)
- Santa Cruz Pachacuti (Yamqui Salcamaygua) Relación de anteguedades de este reino del Peru (1613) In BIBL. AUT. ESP. (tomo CCIX, Madrid 1968)
- Zárate (Agustín de) Historia del descubrimiento y conquista de la provincia del Peru (1555) In BIBL. AUT. ESP. (tomo XXVI, Madrid 1947)

### Opere moderne
- Louis Baudin Il Perù degli Inca Milano 1965
- G.H.S. Bushnell Il Perù precolombiano. Milano 1958
- W. Espinosa Soriano Los Incas Lima 1997
- C.R. Markham The Inca civilisation in Peru (in narrative and critical history of America, Vol. II) London 1886
- Alfred Metraux Gli Incas Milano 1969
- L. Guzman Palomino Los Incas - Hurin contra Hanan Lima 1977
- V.W. Von Hagen La grande strada del Sole Torino 1964
- John Hemming La fine degli Incas Milano 1992
- H. Hurteaga El Perú. Lima 1928
- J. Jijon y Caamano La religion del imperio de los incas. Quito 1919
- Laura Laurencich Minelli
  - Il mondo magico-religioso degli Inca. Bologna 1989
  - La scrittura nell'antico Perù. Bologna 1996
- P.A. Means Fall of the Inca empire and the Spanish rule in Peru. New York 1964
- Juan M. Ossio Los indios del Perú. Cayambe 1995
- Martti Pärssinen Tawantinsuyo El estado inca y su organización politica. Lima 2003
- Franklin Pease G.Y.
  - Los ultimos Incas del Cuzco Madrid 1991
  - Los Incas Lima 2003
- Mario Polia
  - Il Perù prima degli Incas Xenia, Milano, 1998
  - Gli Incas Xenia, Milano, 1999
- William H. Prescott La conquista del Perù Torino 1970
- Liliana Regalado de Hurtado Sucesion incaica. Lima 1996
- Maria Rostworowski
  - Pachacutec Inca Yupanqui Lima 1953
  - Historia del Tahuantinsuyo. Lima 1999
  - Estructuras andinas del poder. Lima 1988
  - Ensayo de historia andina. Lima 1993
- Alberto Mario Salas Las armas de la conquista Buenos Aires 1950
- Juan de Velasco Historia del reino de Quito Caracas 1989
- Gary Urton El pasado legendario - Mitos Incas. ISBN 84-460-1502-1
- Marius S. Ziolkowski La guerra de los Wawqui Quito 1996
- R.T. Zuidema Etnologia e storia del Cuzco e le strutture dell'impero Inca. Torino 1971
- Michael E. Moseley, L'impero inca, Roma, Newton & Compton editori, 2001.